# Bílé Poličany
Bílé Poličany (deutsch Weiß Politschan) ist eine Gemeinde in Tschechien. Sie liegt sieben Kilometer südwestlich von Dvůr Králové nad Labem (Königinhof an der Elbe) und gehört zum Okres Trutnov.

## Geographie
Der Ort befindet sich linksseitig des Tals des Flusses Bystřice im Gebiet des Höhenrückens Zvičinský hřbet und wird vom Bach Trotina durchflossen. Nordwestlich liegt das Schloss Bílé Poličany, südwestlich erhebt sich der 361 m hohe Vinice.

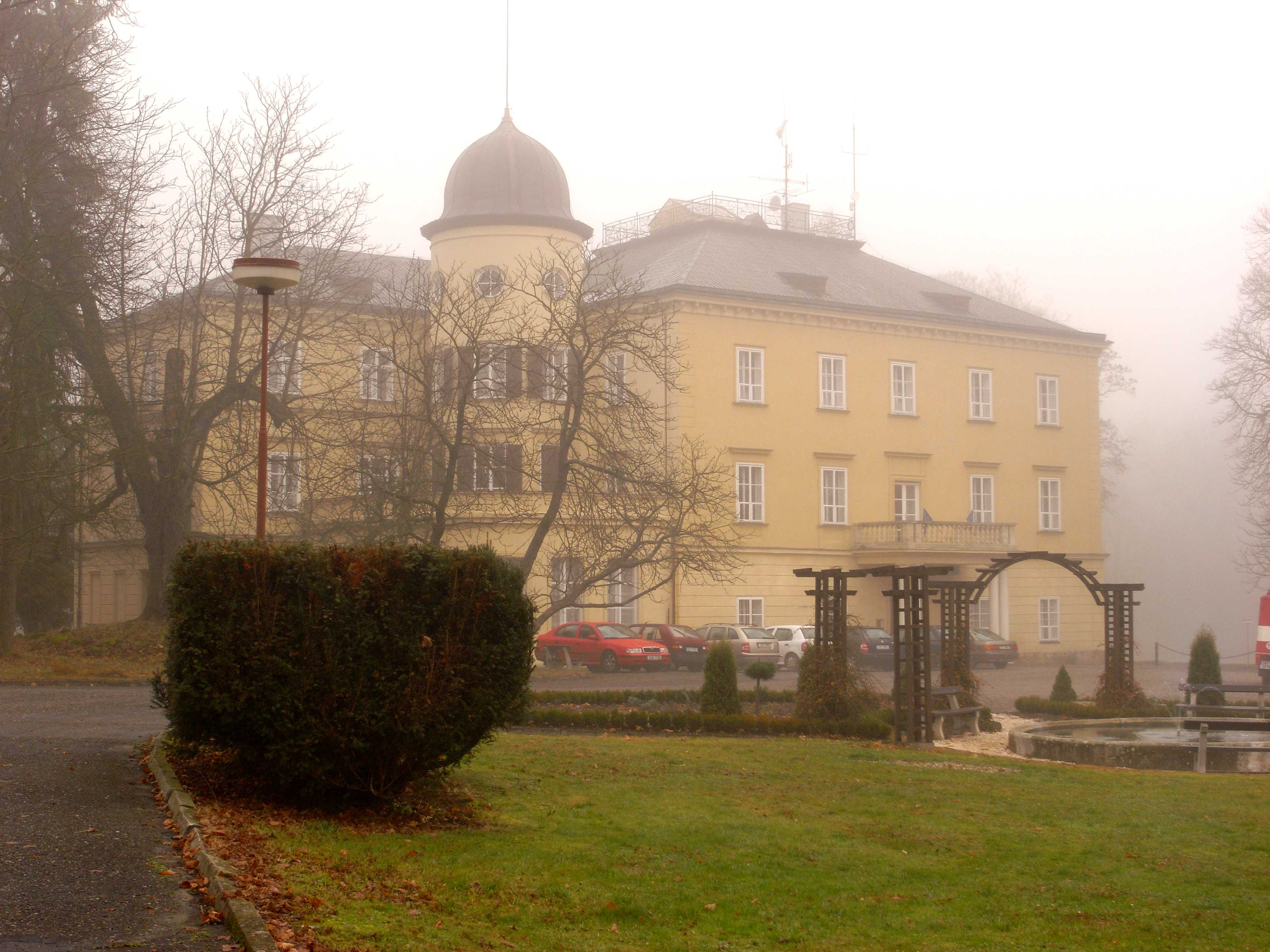
Schloss Bílé Poličany

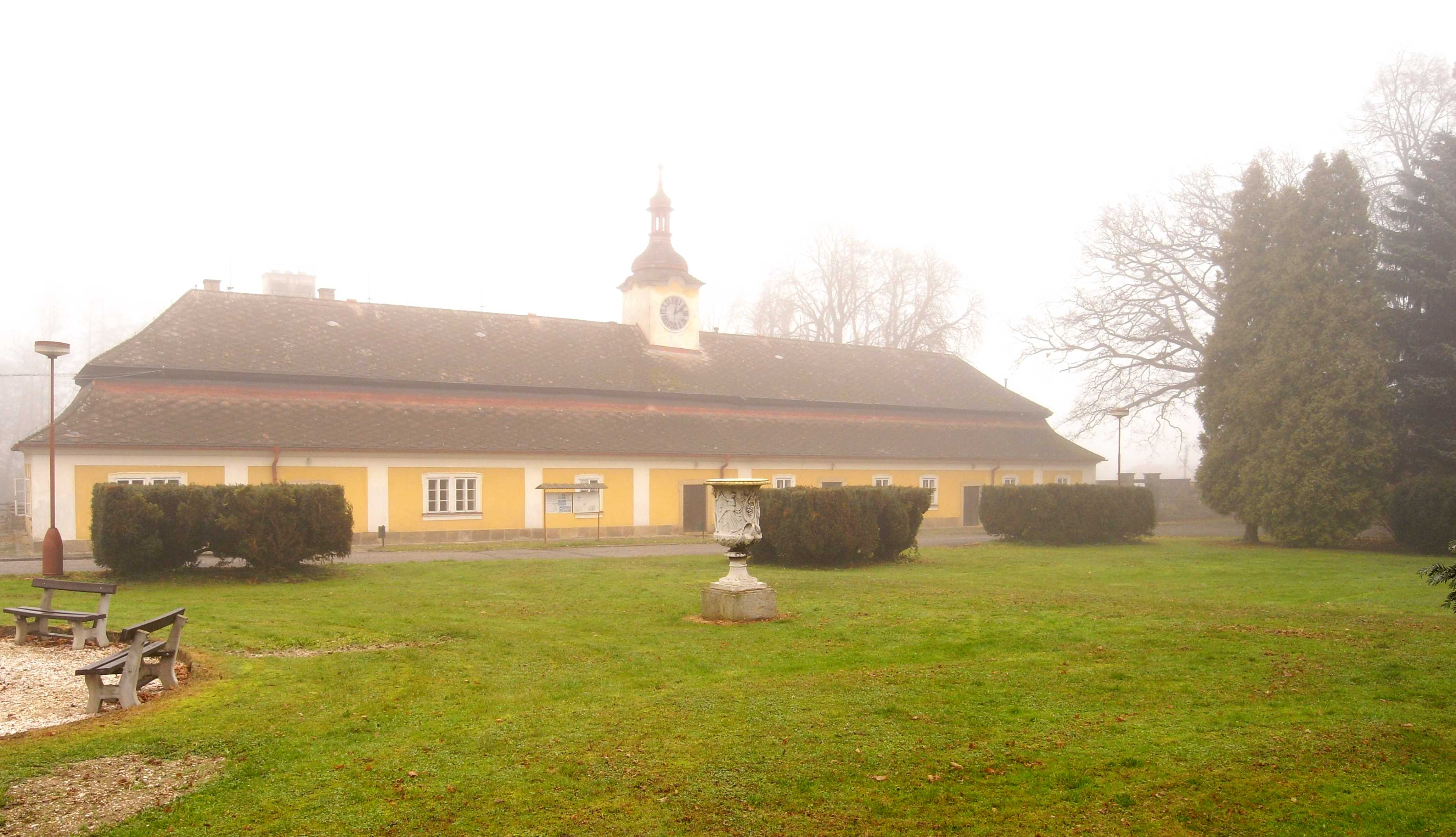
Nebengebäude im Schlossgelände

Nachbarorte sind Trotina und Zábřezí-Řečice im Norden, Doubravice im Nordosten, Velehrádek und Lanžov im Osten, Miřejov und Lhotka im Süden, Rohoznice im Westen sowie Miletín und Horka im Nordwesten.

## Geschichte
Die erste urkundliche Erwähnung des Ortes stammt aus dem Jahre 1270. Besitzer war zu dieser Zeit Ješek von Poličany. Lange Zeit blieb die Familie Poličanský Besitzer der Herrschaft, die 1560 an Georg von Waldstein gelangte. Waldstein ließ 1580 die Kapelle auf dem Berg Zvičina errichten und überschrieb 1582 die Politschaner Güter seiner dritten Frau Alena von Lobkowicz. 1589 erwarb Tobiáš Bořk Poličany und ließ eine Feste errichten. Zu den nächsten Besitzern gehörte Albrecht von Waldstein. Nach dessen Ermordung wurde sein Besitz konfisziert; daraufhin erwarb der Hauptmann des Königgrätzer Kreises – Georg Sádovský – Poličany. Sádovský besaß auch Bílá Třemešná, wo er Johann Amos Comenius und anderen Böhmischen Brüdern Zuflucht gewährte.
Der aus dem schlesischen Herzogtum Oppeln stammende Christoph Ferdinand Kottulinsky, Freiherr von Kotullin und Krzischkowitz, erwarb 1657 die Herrschaft Politschan. Er ließ die hölzerne Feste zu einem zweistöckigen steinernen Gebäude umbauen. Sein Sohn Friedrich Leopold veranlasste 1684 den Umbau der St.-Bartholomäus-Kirche in Lanžov. Dessen Bruder Franz Karl wurde später Kanzler des Hohen Rates in Schlesien und Hauptmann des Fürstbistums Breslau. Bis 1804 hielten die Kottulinsky Politschan, dann erwarb der Prager Bürger Franz Xaver Czezigar von Birnitz die aus 18 Dörfern bestehende Herrschaft mit 2856 Untertanen. Ihm folgte sein Sohn Franz de Paula Czezigar von Birnitz, der dem Böhmischen Landtag angehörte und 1836 zum Ritter des St. Wenzels-Ordens geschlagen wurde. Franz de Paula Czezigar ließ am Vinice einen Weinberg anlegen und auf dem Berg einen Sommerpavillon errichten. Czezigar war ein tschechischer Patriotismus und förderte Karel Jaromír Erben bei dessen Studien.
1869 hatte Bílé Poličany mit 666 Einwohnern die höchste Bevölkerungszahl seiner Geschichte. Nächste Besitzerin der Herrschaft wurde Růžena (Rosa) Fürstin zu Hohenlohe-Bartenstein, als ihr Vater Jaroslaw Graf von Sternberg sie für seine Tochter erwarb; deren Tochter Nora Fugger wuchs hier zeitweise auf. Růženas zweiter Ehemann, Leopold Prinz von Croÿ-Dülmen, Generalmajor und Kommandant von Josefstadt, ließ die Garnisonskapelle zu Blasmusikkonzerten auf dem Weinberg aufspielen. Die Konzerte waren gut besucht, und vom 15. Juli 1877 ist eine Zuhörerzahl von 2000 überliefert. Nach dem Tod Croy-Dülmens erwarb 1909 Alfred Zierer die Politschaner Güter. Er ließ die Ländereien aufteilen, die Blütezeit war vorbei. 1934 hatte der Ort 480 Einwohner.
Das Schloss wechselte noch zweimal den Besitzer, ehe es nach dem Zweiten Weltkrieg konfisziert und der Stadt Dvůr Králové nad Labem überlassen wurde. 1949 wurde das Schloss Bílé Poličany der Sommersitz des Tschechoslowakischen Rundfunks. Ab 1954 wurde es in die Rechtsträgerschaft des Innenministeriums übertragen und als zentrale Feuerwehrschule der Tschechoslowakei genutzt. In den früheren Wirtschaftsgebäuden erhielt das Kleine Theater Na zámku seinen Sitz. 1970 lebten im Dorf 245 Menschen.

## Gemeindegliederung
Für die Gemeinde Bílé Poličany sind keine Ortsteile ausgewiesen.

## Sehenswürdigkeiten
- Schloss Bílé Poličany, 2004 zum Hotel umgebaut